# Theatre World Award
Il Theatre World Award è un premio annuale consegnato dai critici di New York ai migliori attori e attrici debuttati a Broadway o nell'Off-Broadway nel corso della stagione. Il premio, consegnato dal 1946, non premia un unico attore, ma una ristretta rosa di performer debuttanti.

## Vincitori celebri
- 1944 - 1945: Betty Comden (On the Town), Judy Holliday (Kiss Them for Me), John Lund (The Hasty Heart), John Raitt (Carousel)
- 1945 - 1946: Barbara Bel Geddes (Deep Are the Roots), Marlon Brando (Truckline Cafe/Candida), Wendell Corey (The Wind is Ninety), Paul Douglas (Born Yesterday), Burt Lancaster (A Sound of Hunting)
- 1946 - 1947: Keith Andes (The Chocolate Soldier), Ellen Hanley (Barefoot Boy With Cheek), James Mitchell (Brigadoon), Patricia Neal (Another Part of the Forest), David Wayne (Finian's Rainbow)
- 1947 - 1948:  June Lockhart (For Love or Money), Ralph Meeker (Mister Roberts), Meg Mundy (The Happy Journey to Trenton and Camden and The Respectful Prostitute), James Whitmore (Command Decision), Patrice Wymore (Hold It!)
- 1948 - 1949: Carol Channing (Lend an Ear), Julie Harris (Sundown Beach), Mary McCarty (Sleepy Hollow), Cameron Mitchell (Death of a Salesman), Gene Nelson (Lend an Ear)
- 1949 - 1950: Nancy Andrews (Touch and Go), Lydia Clarke (Detective Story), Charlton Heston (Design for a Stained Glass Window), Grace Kelly (The Father), Charles Nolte (Design for a Stained Glass Window)
- 1950 - 1951: Isabel Bigley (Guys and Dolls), Martin Brooks (Burning Bright), Richard Burton (The Lady's Not For Burning), James Daly (Major Barbara), Cloris Leachman (A Story for a Sunday Evening), Russell Nype (Call Me Madam), Jack Palance (Darkness at Noon), Maureen Stapleton (The Rose Tattoo), Eli Wallach (The Rose Tattoo)
- 1951 - 1952: Audrey Hepburn (Gigi), Conrad Janis (The Brass Ring), Kim Stanley (The Chase), Marian Winters (I Am a Camera)
- 1952 - 1953: Edie Adams (Wonderful Town), Rosemary Harris (The Climate of Eden), Eileen Heckart (Picnic), John Kerr (Bernardine), Richard Kiley (Misalliance), Paul Newman (Picnic), Sheree North (Hazel Flagg), Geraldine Page (Mid-Summer), Gwen Verdon (Can-Can)
- 1953 - 1954: Orson Bean (John Murray Anderson's Almanac), Harry Belafonte (John Murray Anderson's Almanac), James Dean (The Immoralist), Ben Gazzara (End as a Man), Carol Haney (The Pajama Game), Kay Medford (Lullaby), Elizabeth Montgomery (Late Love), Leo Penn (The Girl on the Via Flaminia), Eva Marie Saint (The Trip to Bountiful)
- 1954 - 1955: Julie Andrews (The Boy Friend), Jacqueline Brookes (The Cretan Woman), Barbara Cook (Plain and Fancy), David Daniels (Plain and Fancy), Jack Lord (The Traveling Lady), Dennis Patrick (The Wayward Saint), Anthony Perkins (Tea and Sympathy), Christopher Plummer (The Dark is Light Enough)
- 1955 - 1956: Diane Cilento (Tiger at the Gates), Anthony Franciosa (A Hatful of Rain), Andy Griffith (No Time for Sergeants), Laurence Harvey (Island of Goats), David Hedison (A Month in the Country), Earle Hyman (Mister Johnson), Susan Johnson (The Most Happy Fella), John Michael King (My Fair Lady), Jayne Mansfield (Will Success Spoil Rock Hunter?), Sarah Marshall (The Ponder Heart), Susan Strasberg (Il diario di Anna Frank), Fritz Weaver (The Chalk Garden)
- 1956 - 1957: Peggy Cass (Auntie Mame), Sydney Chaplin (Bells Are Ringing), Bradford Dillman (Long Day’s Journey Into Night), Peter Donat (The First Gentleman), George Grizzard (The Happiest Millionaire), Carol Lynley (The Potting Shed), Peter Palmer (Li’l Abner), Jason Robards (Long Day’s Journey Into Night), Cliff Robertson (Orpheus Descending), Pippa Scott (Child of Fortune), Inga Swenson (The First Gentleman)
- 1957 - 1958: Anne Bancroft (Two for the Seesaw), Colleen Dewhurst (Children of Darkness), Richard Easton (The Country Wife), Eddie Hodges (The Music Man), Carol Lawrence (West Side Story), Jacquelyn McKeever (Oh, Captain!), Robert Morse (Say, Darling), George C. Scott (Richard III)
- 1958 -1959: Ina Balin (A Majority of One), Richard Cross (Maria Golovin), Tammy Grimes (Look After Lulu), Larry Hagman (God and Kate Murphy), Dolores Hart (The Pleasure of His Company), France Nuyen (The World of Suzie Wong), Susan Oliver (Patate), Ben Piazza (Kataki), William Shatner (The World of Suzie Wong), Rip Torn (Sweet Bird of Youth)
- 1959 - 1960: Warren Beatty (A Loss of Roses), Eileen Brennan (Little Mary Sunshine), Carol Burnett (Once Upon a Mattress), Patty Duke (The Miracle Worker), Jane Fonda (There Was a Little Girl), Anita Gillette (Russell Patterson’s Sketchbook), George Maharis (The Zoo Story), John McMartin (Little Mary Sunshine), Lauri Peters (The Sound of Music), Dick Van Dyke (The Boys Against the Girls)
- 1960 - 1961: Sandy Dennis (Face of a Hero), Nancy Dussault (Do Re Mi), Robert Goulet (Camelot), Joan Hackett (Call Me By My Rightful Name), James MacArthur (Invitation to a March)
- 1961 - 1962: Elizabeth Ashley (Take Her, She’s Mine), Peter Fonda (Blood, Sweat and Stanley Poole), Don Galloway (Bring Me a Warm Body), Barbara Harris (Oh Dad, Poor Dad), James Earl Jones (Moon on a Rainbow Shawl), Janet Margolin (Daughter of Silence), Karen Morrow (Sing, Muse!), Robert Redford (Sunday in New York), Brenda Vaccaro (Everybody Loves Opal)
- 1962 - 1963: Alan Arkin (Enter Laughing), Melinda Dillon (Who’s Afraid of Virginia Woolf?), Robert Drivas (Mrs. Dally Has a Lover), Dorothy Loudon (Nowhere to Go But Up), Julienne Marie (The Boys from Syracuse), Liza Minnelli (Best Foot Forward), Estelle Parsons (Mrs. Dally Has a Lover), Diana Sands (Tiger Tiger Burning Bright)
- 1963 - 1964: Alan Alda (Fair Game for Lovers), Barbara Loden (After the Fall)
- 1964 - 1965: Linda Lavin (Wet Paint), Luba Lisa (I Had a Ball), Joanna Pettet (Poor Richard), Beah Richards (The Amen Corner), Jaime Sanchez (Conerico Was Here to Stay and The Toilet), Victor Spinetti (Oh, What a Lovely War), Robert Walker (I Knock at the Door and Pictures in the Hallway), Clarence Williams III (Slow Dancing on the Killing Ground)
- 1965 - 1966: Zoe Caldwell (Slapstick Tragedy), David Carradine (The Royal Hunt of the Sun), John Cullum (On a Clear Day You Can See Forever), John Davidson (Oklahoma!), Faye Dunaway (Hogan’s Goat), Gloria Foster (Medea), Richard Mulligan (Mating Dance and Hogan’s Ghost), Sandra Smith (Any Wednesday), Lesley Ann Warren (Drat! The Cat!)
- 1966 - 1967: Bonnie Bedelia (My Sweet Charlie), Richard Benjamin (The Star-Spangled Girl), Dustin Hoffman (Eh?), Terry Kiser (Fortune and Men's Eyes), Sheila Smith (Mame), Connie Stevens (The Star-Spangled Girl), Pamela Tiffin (Dinner at Eight), Leslie Uggams (Hallelujah, Baby!), Jon Voight (That Summer—That Fall), Christopher Walken (The Rose Tattoo)
- 1967 - 1968:  Sandy Duncan (Ceremony of Innocence), Julie Gregg (The Happy Time), Bernadette Peters (George M!), Alice Playten (Henry, Sweet Henry), Michael Rupert (The Happy Time)
- 1968 - 1969: Jane Alexander (The Great White Hope), David Cryer (Come Summer), Blythe Danner (The Miser), Ed Evanko (Canterbury Tales), Ken Howard (1776), Ron Leibman (We Bombed in New Haven), Marian Mercer (Promises, Promises), Jill O'Hara (Promises, Promises), Al Pacino (Does a Tiger Wear a Necktie?)
- 1969 - 1970: Susan Browning (Company), Catherine Burns (Dear Janet Rosenberg, Dear Mr. Kooning), Len Cariou (Enrico V, Applause), Bonnie Franklin (Applause), David Holliday (Coco), Katharine Houghton (A Scent of Flowers), Melba Moore (Purlie), David Rounds (Child’s Play),  Kristoffer Tabori (How Much, How Much)
- 1970 - 1971: Clifton Davis (Do It Again), Michael Douglas (Pinkville), Julie Garfield (Uncle Vanya), James Naughton (Long Day's Journey Into Night), Tricia O’Neil (Two by Two), Joan Van Ark (School for Wives)
- 1971 - 1972: Jonelle Allen (Two Gentlemen of Verona), Maureen Anderman (Moonchildren), William Atherton (Suggs), Adrienne Barbeau (Grease), Robert Foxworth (The Crucible), Ben Vereen (Jesus Christ Superstar), Beatrice Winde (Ain’t Supposed to Die a Natural Death), James Woods (Moonchildren)
- 1972 - 1973: D’Jamin Bartlett (A Little Night Music), Patricia Elliott (A Little Night Music), James Farentino (A Streetcar Named Desire), Victor Garber (Ghosts), Laurence Guittard (A Little Night Music), John Rubinstein (Pippin), Jennifer Warren (6 Rms Riv Vu)
- 1973 - 1974: Mark Baker (Candide), Ralph Carter (Raisin), Conchata Ferrell (The Sea Horse), Ernestine Jackson (Raisin), Michael Moriarty (Find Your Way Home), Joe Morton (Raisin), Ann Reinking (Over Here!), Janie Sell (Over Here!), Mary Woronov (In the Boom Boom Room)
- 1974 - 1975: Zan Charisse (Gypsy), Lola Falana (Doctor Jazz), Peter Firth (Equus), Dorian Harewood (Don’t Call Back), Marti Rolph (Good News)
- 1975 - 1976: Danny Aiello (Lamppost Reunion), Christine Andreas (My Fair Lady), Dixie Carter (Jesse and the Bandit Queen), Tovah Feldshuh (Yentl), Vivian Reed (Bubblin’ Brown Sugar), Meryl Streep (27 Wagons Full of Cotton)
- 1976 - 1977: Trazana Beverley (for colored girls...), Michael Cristofer (The Cherry Orchard), Joanna Gleason (I Love My Wife), Cecilia Hart (Dirty Linen), John Heard (G.R. Point), Andrea McArdle (Annie), Ken Page (Guys and Dolls), Jonathan Pryce (Comedians)
- 1977 - 1978: Nell Carter (Ain't Misbehavin'), Carlin Glynn (The Best Little Whorehouse in Texas), William Hurt (Ulysses in Traction, Lulu, and Fifth of July), Judy Kaye (On the 20th Century), Florence Lacey (Hello, Dolly!)
- 1978 - 1979: Lucie Arnaz (They’re Playing Our Song), Gregory Hines (Eubie!), Ken Jennings (Sweeney Todd), Michael Jeter (G.R. Point), Christine Lahti (The Woods), Edward James Olmos (Zoot Suit), Kathleen Quinlan (Taken in Marriage), Sarah Rice (Sweeney Todd), Max Wright (Once in a Lifetime)
- 1979 - 1980: Maxwell Caulfield (Class Enemy), Leslie Denniston (Happy New Year), Boyd Gaines (A Month in the Country), Richard Gere (Bent), Harry Groener (Oklahoma!), Dinah Manoff (I Ought to Be in Pictures), Lonny Price (Class Enemy), Anne Twomey (Nuts), Dianne Wiest (The Art of Dining),
- 1980 - 1981: Giancarlo Esposito (Zooman and the Sign), Phyllis Hyman (Sophisticated Ladies), Cynthia Nixon (The Philadelphia Story), Amanda Plummer (A Taste of Honey), Rex Smith (The Pirates of Penzance), Elizabeth Taylor (Special Award)
- 1981 - 1982: Laurie Beechman (Joseph and the Amazing Technicolor Dreamcoat), Danny Glover ("MASTER HAROLD"...and the boys), David Alan Grier (The First), Jennifer Holliday (Dreamgirls), Anthony Heald (Misalliance), Peter MacNicol (Crimes of the Heart), Elizabeth McGovern (My Sister in This House),
- 1982  - 1983: Karen Allen (Monday After the Miracle), Matthew Broderick (Brighton Beach Memoirs), Kate Burton (Winners), Harvey Fierstein (Torch Song Trilogy), Peter Gallagher (A Doll's Life), John Malkovich (True West), James Russo (Extremities), Brian Tarantina (Angels Fall), Natalija Romanovna Makarova (Special Award)
- 1983 - 1984: Joan Allen (And a Nightingale Sang...), Stephen Geoffreys (The Human Comedy), Todd Graff (Baby), Calvin Levels (Open Admissions), Robert Westenberg (Zorba), Ron Moody (Special Award)
- 1984 - 1985: Kevin Anderson (Orphans), Charles S. Dutton (Ma Rainey's Black Bottom), Whoopi Goldberg (Whoopi Goldberg), John Mahoney (Orphans), Laurie Metcalf (Balm in Gilead), Barry Miller (Biloxi Blues), John Turturro (Danny and the Deep Blue Sea), Amelia White (The Accrington Pals)
- 1985 - 1986: Suzy Amis (Fresh Horses), Alec Baldwin (Loot), Faye Grant (Singin' in the Rain), Julie Hagerty (The House of Blue Leaves), Ed Harris (Precious Sons), Mark Jacoby (Sweet Charity), Cleo Laine (The Mystery of Edwin Drood), Howard McGillin (The Mystery of Edwin Drood), Marisa Tomei (Daughters), Joe Urla (Principia Scriptoriae)
- 1986 - 1987: Annette Bening (Coastal Disturbances), Timothy Daly (Coastal Disturbances), Lindsay Duncan (Les Liaisons Dangereuses), Robert Lindsay (Me and My Girl), Amy Madigan (The Lucky Spot), Michael Maguire (Les Misérables), Demi Moore (The Early Girl), Molly Ringwald (Lily Dale), Frances Ruffelle (Les Misérables), Courtney B. Vance (Fences), Colm Wilkinson (Les Misérables), Robert De Niro (Special Award)
- 1987 - 1988: Danielle Ferland (Into the Woods), Melissa Gilbert (A Shayna Maidel), Brian Kerwin (Emily), Brian Stokes Mitchell (Mail), Aidan Quinn (A Streetcar Named Desire), Eric Roberts (Burn This), BD Wong (M. Butterfly)
- 1988 - 1989: Dylan Baker (Eastern Standard), Joan Cusack (Road and Brilliant Traces), Loren Dean (Amulets Against the Dragon Forces), Kyra Sedgwick (Ah, Wilderness!), Eric Stoltz (Our Town), Joanne Whalley (What the Butler Saw); Pauline Collins (Special Award), Michail Baryšnikov (Special Award)
- 1989 - 1990:  Rocky Carroll (The Piano Lesson), Megan Gallagher (A Few Good Men), Tommy Hollis (The Piano Lesson), Michael McKean (Accomplice), Mary-Louise Parker (Prelude to a Kiss), Crista Moore (Gypsy), Daniel von Bargen (Mastergate), Stewart Granger (Special Award), Kathleen Turner (Special Award)
- 1990 - 1991: Jane Adams (I Hate Hamlet), Gillian Anderson (Absent Friends), Adam Arkin (I Hate Hamlet), Brenda Blethyn (Absent Friends), LaChanze (Once on This Island), Lea Salonga (Miss Saigon), Chandra Wilson (The Good Times Are Killing Me), Tracey Ullman (The Big Love e Taming of the Shrew), Ellen Stewart (Special Award)
- 1991 - 1992: Talia Balsam (Jake's Women), Lindsay Crouse (The Homecoming), Griffin Dunne (Search and Destroy), Laurence Fishburne (Two Trains Running), Jonathan Kaplan (Falsettos e Rags), Jessica Lange (A Streetcar Named Desire), Laura Linney (Sight Unseen), Helen Shaver (Jake's Women)
- 1992 - 1993: Michael Cerveris (The Who's Tommy), Marcia Gay Harden (Angels in America: Millennium Approaches), Stephanie Lawrence (Blood Brothers), Andrea Martin (My Favorite Year), Liam Neeson (Anna Christie), Stephen Rea (Someone Who'll Watch Over Me), Natasha Richardson (Anna Christie), Martin Short (The Goodbye Girl), Dina Spybey (Five Women Wearing the Same Dress), Stephen Spinella (Angels in America: Millennium Approaches), Jennifer Tilly (One Shoe Off), John Leguizamo (Special Award)
- 1993 - 1994: Arabella Field (Snowing at Delphi and Four Dogs and a Bone), Aden Gillett (An Inspector Calls), Audra McDonald (Carousel), Anna Deavere Smith (Twilight: Los Angeles, 1992)
- 1994 - 1995: Ralph Fiennes (Hamlet), Calista Flockhart (Lo zoo di vetro), Anthony LaPaglia (La rosa tatuata), Helen Mirren (A Month in the Country), Jude Law (Indiscretions), Vanessa L. Williams (Kiss of the Spider Woman), Brooke Shields (Premio alla carriera)
- 1995 - 1996: Viola Davis (Seven Guitars), Alfred Molina (Molly Sweeney), Adam Pascal (Rent), Lou Diamond Phillips (The King and I), Daphne Rubin-Vega (Rent)
- 1996 - 1997: Kristin Chenoweth (Steel Pier), Jason Danieley (Candide), Janet McTeer (A Doll's House), Mark Ruffalo (This is our youth), Fiona Shaw (The Waste Land), Alan Tudyk (Bunny Bunny)
- 1997 - 1998: Max Casella (The Lion King), Alan Cumming (Cabaret), Anna Kendrick (High Society), Edie Falco (Side Man)
- 1999 - 2000: Craig Bierko (The Music Man), Gabriel Byrne (A Moon for the Misbegotten), Ann Hampton Callaway (Swing!), Toni Collette (The Wild Party), Philip Seymour Hoffman (True West)
- 2000 - 2001: Juliette Binoche (Betrayal), Janie Dee (Comic Potential), Raúl Esparza (Rocky Horror Show), Reba McEntire (Annie Get Your Gun), Chris Noth (The Best Man)
- 2001 - 2002: Simon Callow (The Mystery of Edwin Drood), Martin Jarvis (By Jeeves), Louise Pitre (Mamma Mia!), Rachel Weisz (The Shape of Things)
- 2002 - 2003: Antonio Banderas (Nine), Tammy Blanchard (Gypsy), Mary Stuart Masterson (Nine), Marissa Jaret Winokur (Hairspray)
- 2003 - 2004: Stephanie D'Abruzzo (Avenue Q), Alexander Gemignani (Assassins), Hugh Jackman (The Boy From Oz), Jefferson Mays (I Am My Own Wife), Anika Noni Rose (Caroline, or Change)
- 2004 - 2005: Christina Applegate (Sweet Charity), Hank Azaria (Spamalot), Dan Fogler (The 25th Annual Putnam County Spelling Bee), Carla Gugino (After the Fall)
- 2005 - 2006: Maria Friedman (The Woman in White), Richard Griffiths (The History Boys), Jayne Houdyshell (Well), Bob Martin (The Drowsy Chaperone), Ian McDiarmid (Faith Healer), John Lloyd Young (Jersey Boys).
- 2006 - 2007: Fantasia Barrino (The Color Purple), Jonathan Groff (Spring Awakening), Lin-Manuel Miranda (In The Heights), Bill Nighy (The Vertical Hour)
- 2007 - 2008: Ben Daniels (Les Liaisons Dangereuses), Jenna Russell (Sunday in the Park with George), Mark Rylance (Boeing-Boeing)
- 2008 - 2009: Chad Coleman (Joe Turner's Come and Gone), Haydn Gwynne (Billy Elliot the Musical), Geoffrey Rush (Il re muore), Josefina Scaglione (West Side Story).
- 2009 - 2010: Nina Arianda (Venus in Fur), Scarlett Johansson (Uno sguardo dal ponte), Eddie Redmayne (Red), Michael Urie (The Temperamentals)
- 2010 - 2011: Ellen Barkin (The Normal Heart), John Larroquette (How to Succeed in Business Without Really Trying), Patina Miller (Sister Act), Jim Parsons (The Normal Heart)
- 2011 - 2012: Tracie Bennett (End of the Rainbow), Jeremy Jordan (Bonnie & Clyde), Jessie Mueller (On A Clear Day You Can See Forever)
- 2012 - 2013: Carrie Coon (Chi Ha Paura di Virginia Wolf?), Tom Hanks (Lucky Guy), Tom Sturridge (Orphans)
- 2013 - 2014: Mary Bridget Davies (A Night with Janis Joplin), Nick Cordero (Bullets Over Broadway), Rebecca Hall (Machinal), Ramin Karimloo (Les Misérables), Zachary Levi (First Date), Ruthie Ann Miles (Here Lies Love)
- 2014 - 2015: Daveed Diggs (Hamilton), Robert Fairchild (An American in Paris), Ruth Wilson (Constellations), Leanne Cope (An American in Paris), Sydney Lucas (Fun Home)
- 2015 - 2016: Danielle Brooks (The Color Purple), Carmen Cusack (Bright Star), Cynthia Erivo (The Color Purple), John Krasinski (Dry Powder), Lupita Nyong'o (Eclipsed), Ben Whishaw (The Crucible)
- 2016 - 2017: Christy Altomare (Anastasia), Jon Jon Briones (Miss Saigon), Josh Groban (Natasha, Pierre...), Lucas Hedges (Yen), Eva Noblezada (Miss Saigon), Jeremy Secomb (Sweeney)
- 2017 - 2018: Anthony Boyle & Noma Dumezweni (Harry Potter), Jamie Brewer (Annie and the Orphans), Johnny Flynn (Hangmen), Denise Gough & James McArdle (Angels in America), Harry Hadden-Paton (My Fair Lady), Ethan Slater (SpongeBob), Charlie Stemp (Hello, Dolly!)
- 2018 - 2019: Tom Glynn-Carney & Paddy Considine (The Ferrymen), Jeremy Pope (Choir Boy), Phoebe Waller-Bridge (Fleabag), Gbenga Akinnagbe (Il buio oltre la siepe)
- 2019 - 2020: Non assegnati a causa della pandemia di COVID-19
- 2021 - 2022: Patrick J. Adams (Take Me Out), Sharon D. Clarke (Caroline, Or Change),  Enrico Colantoni (Birthday Candles), Myles Frost (MJ The Musical)
- 2022 - 2023: Yahya Abdul-Mateen II (Topdog/Underdog), Hiran Abeysekera (Life of Pi), Amir Arison (The Kite Runner), D’Arcy Carden (The Thanksgiving Play), Jodie Comer (Prima Facie), John David Washington (The Piano Lesson)